# كميل أيجلون
كميل أيجلون (بالفرنسية: Camille Ayglon-Saurina) مواليد 21 مايو 1985 في أفينيون، هي لاعبة كرة يد فرنسية تلعب كظهير أيمن. مثلت منتخب فرنسا لكرة اليد للسيدات. شاركت في دورة الألعاب الأولمبية الصيفية سنة 2008.

## سجل المنافسة
شاركت في البطولات التالية:
- الألعاب الأولمبية الصيفية 2012
- الألعاب الأولمبية الصيفية 2016
- بطولة العالم لكرة اليد للسيدات 2011
- بطولة العالم لكرة اليد للسيدات 2015
- بطولة أوروبا لكرة اليد للسيدات 2012
- بطولة أوروبا لكرة اليد للسيدات 2014
- بطولة أوروبا لكرة اليد للسيدات 2016

## الميداليات
| الميدالية | المسابقة                            |
| --------- | ----------------------------------- |
| فضية      | الألعاب الأولمبية الصيفية 2016      |
| فضية      | بطولة العالم لكرة اليد للسيدات 2009 |
| فضية      | بطولة العالم لكرة اليد للسيدات 2011 |
| برونزية   | بطولة أوروبا لكرة اليد للسيدات 2016 |

## روابط خارجية
- كميل أيجلون على موقع الاتحاد الأوروبي لكرة اليد (الإنجليزية)
- كميل أيجلون على موقع اللجنة الأولمبية الدولية (الإنجليزية)
- كميل أيجلون على موقع أوليمبيديا (الإنجليزية)
- كميل أيجلون على موقع اللجنة الأولمبية الفرنسية (مؤرشف) (الفرنسية)